# Neivamyrmex spatulatus
Neivamyrmex spatulatus är en myrart som först beskrevs av Borgmeier 1939.  Neivamyrmex spatulatus ingår i släktet Neivamyrmex och familjen myror. Inga underarter finns listade i Catalogue of Life.